# Gul vipstjert
Gul vipstjert (Motacilla flava) er en spurvefugl i familien Pibere og Vipstjerter (Motacillidae). Den forekommer på fugtige enge i næsten hele Europa og i dele af Nordafrika samt mod øst langt ind i Asien, hvor den erstattes af arten alaskavipstjert. Arten er en trækfugl, hvor østlige bestande overvintrer i Syd- og Sydøstasien, mens de vestlige overvintrer i forskellige dele af Afrika.
Gul vipstjert deles i omkring ti underarter (racer), hvoraf to ses almindeligt i Danmark som henholdsvis ynglefugl og trækgæst nordfra. Underarterne adskilles på baggrund af hannernes forskellige hovedtegninger.

## Beskrivelse og kendetegn
Gul vipstjert er en 15-16,5 centimeter stor fugl med en lang vippende hale, der dog er kortere end andre vipstjerters. Fuglen er på undersiden gul og på oversiden olivengrøn, hvilket bl.a. adskiller den fra bjergvipstjerten, der har grå ryg. Hannerne blandt de danske ynglefugle, som tilhører racen almindelig gul vipstjert (Motacilla flava flava), har i sommerdragten blågråt hoved med tydelig hvid øjenbrynsstribe. Hunnerne er mere beskedent farvede med grågrønt hoved og hvid strube, og hos dem kan racerne ikke med sikkerhed adskilles. I vinterdragt bliver farverne mere matte, næsten uden gult på undersiden, og både hanner, hunner og ungfugle ligner hinanden. Næbbet er sort med lys basis på undernæbbet.
Trækfugle fra Nordskandinavien af racen nordlig gul vipstjert (M. f. thunbergi) kendes for hannernes vedkommende på sort kind og manglende øjenbrynsstribe.
Racen gulhovedet vipstjert (M. f. flavissima), der er en sjælden gæst og nogle få gange har ynglet i Vestjylland, kendes på, at hannen har gult hoved og gul øjenbrynsstribe.
|     |
| Hun |

|     |
| Han |

### Stemme
Fugle, der forekommer i Danmark, kan artsbestemmmes ved hjælp af kaldet som kan være et blødt ”psit” eller et fyldigere ”tsrlie”, eller et lyst klingende ”zi-si-si”. Sangen består af 2 eller 3 hæse toner, den sidste tit mere betonet ”srrii-srrihht”, der ofte udføres fra et højtliggende punkt eller i sangflugt. Under trækket ses den ofte i spredt formation på de dyrkede agre og kan ved overnatning i store flokke f.eks. slå sig i rørskove eller lignende.

## Udbredelse og ynglesteder
Gul vipstjert ankommer til Danmark omkring begyndelsen af maj måned, hvor den træffes over hele landet ved vådområder som strandenge og moser. Fugle fra nordligere bestande kan ses på træk indtil midten af juni. Den trækker sydpå fra midten af august og en måned frem. Samtidig passerer et stort antal fugle fra nordligere ynglepladser Danmark, der kan ses indtil begyndelsen af oktober. Overvintringen sker i tropisk Afrika. Den danske bestand er gået tilbage siden 1990'erne på grund af dræning eller mindre afgræsning af engene.
I yngletiden lever gul vipstjert parvis i eget territorium og lægger i Danmark kun et kuld pr sæson. Fra midt i maj lægger hunnen normalt 4-6 æg, der er lyst gullige, blålige eller svagt rødlige med mange små, gråbrune pletter. Æggene udruges overvejende af hunnen på 12-13 dage i en rede direkte på jorden godt skjult af græs eller siv. Efter cirka 17 dage er ungerne flyvefærdige.

## Føde
Gul vipstjert lever næsten udelukkende af insekter, først og fremmest fluer og myg. Det kan f.eks være møgfluer som græssende dyr jager op. Under jagten løber den med sirlige skridt, mens den vipper med halen. Eller den jager insekterne i luften.

## Underarter
Arten adskilles i omkring ti forskellige underarter:
- Almindelig gul vipstjert (Motacilla flava flava) yngler fra Sydskandinavien til Frankrig og Centraleuropas bjerge, og mod øst til Uralbjergene. Overvintrer i Afrika syd for Sahara.
- Gulhovedet vipstjert (Motacilla flava flavissima) yngler i Storbritannien ved kysterne af den engelske kanal. Overvintrer i Afrika. Denne underart kendes også ved det lidt længere navn "gulhovedet gul vipstjert".
- Nordlig Gul Vipstjert (Motacilla flava thunbergi) er i Danmark er en ret almindelig trækgæst. Den ruger i mellemste og nordlige Skandinavien og mod øst til det nordvestlige Sibirien. Overvintrer i det østlige Afrika.
- Sorthovedet Vipstjert (Motacilla flava feldegg) ruger fra Balkan og mod øst til det Kaspiske Hav, mod syd til Tyrkiet, Iran og Afghanistan. Overvintrer i Centralafrika fra Nigeria, Uganda og Sudan. Den er en meget sjælden gæst i Danmark.[13]
- Gråhovedet vipstjert (Motacilla flava cinereocapilla) er udbredt i Slovenien og Italien samt øerne Sicilien, Korsika og Sardinien. Den overvintrer i det centrale Afrika.
- Hvidhovedet vipstjert (Motacilla flava leucocephala) er udbredt i det nordvestlige Mongoliet, nordvestlige Kina og sydlige og centrale dele af Sibirien. Den overvintrer i Indien.
- Steppevipstjert (Motacilla flava lutea) er udbredt fra det sydvestlige Rusland til det nordlige Kasakhstan. Den overvintrer i Afrika og Indien.
- Spansk vipstjert (Motacilla flava iberiae) er udbredt på den Iberiske Halvø, sydvestlige Frankrig og nordvestlige Afrika. Den overvintrer i bl.a. Vestafrika.
- Motacilla flava beema (engelsk: Sykes' Wagtail) er udbredt fra det sydvestlige Siberien og nordøstlige Kasakhstan til det vestlige Himalaya. Den overvintrer i Indien, den Arabiske Halvø samt Østafrika.
- Motacilla flava pygmaea (engelsk: Egyptian Yellow Wagtail) er udbredt i Egypten.

## Billeder
- Gul vipstjert
- En ung gul vipstjert
- Nordlig gul vipstjert (M. f. thunbergi)
- Gulhovedet Vipstjert (Motacilla flava flavissima)
- Cuculus canorus canorus + Motacilla flava